# Kamionka (gmina)
Kamionka (hist. gmina Kozłówka) – gmina miejsko-wiejska w powiecie lubartowskim, województwo lubelskie. W latach 1975–1998 gmina położona była w województwie lubelskim. W jej skład wchodzi 20 sołectw.
Siedzibą gminy jest miasto Kamionka.
Gmina koncentruje się na produkcji rolniczej. Dominują tutaj niewielkie gospodarstwa (średnia powierzchnia to 5 ha), jednak wiele osób pracuje poza rolnictwem, głównie w Lubartowie i Lublinie. Natomiast podmioty prowadzące działalność gospodarczą specjalizują się głównie w handlu, budownictwie oraz usługach.
31 grudnia 2017 roku gminę zamieszkiwało 6455 osób.
Nadanie 1 stycznia 2021 praw miejskich Kamionce, zmieniło typ gminy z wiejskiej na miejsko-wiejską.

## Dane statystyczne
- Powierzchnia: 11185 ha
- Liczba ludności ogółem: 6580
- Przyrost naturalny: -3,9 promila
- Bezrobotni: 493

Główną atrakcją gminy jest Pałac Zamoyskich w Kozłówce, który odwiedza rocznie 150 tys. osób oraz Kozłowiecki Park Krajobrazowy.

## Demografia

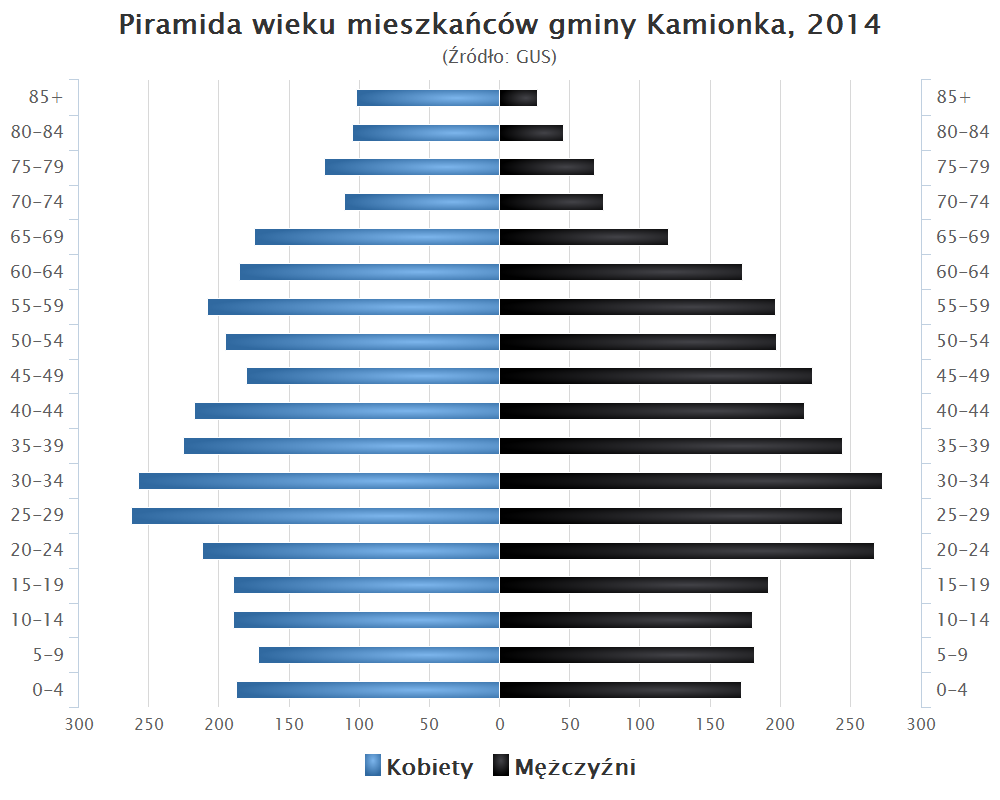
Piramida wieku mieszkańców gminy Kamionka w 2014 roku

## Sołectwa
Amelin, Biadaczka, Bratnik, Ciemno, Dąbrówka, Kamionka (sołectwa: Kamionka I, Kamionka II i Kamionka III), Kozłówka, Kierzkówka, Kierzkówka-Kolonia, Samoklęski, Samoklęski-Kolonia Pierwsza, Siedliska, Rudka Gołębska, Starościn, Stanisławów Duży, Syry, Wólka Krasienińska, Zofian.
Miejscowości bez statusu sołectwa: 
Grabowy Las, Kokosz, Krzywy Dąb, Nowy Skrobów, Ostrów, Polny Młyn, Samoklęski-Kolonia Druga, Stare Pole, Starościn-Kolonia

## Sąsiednie gminy
Sąsiaduje z następującymi gminami: na północy z gminą Firlej, na wschodzie z gminą Lubartów, na południe z gminami Niemce i Garbów, należącymi do powiatu lubelskiego, na zachodzie z gminami Abramów i Michów.